# Mohammad-Javad Bahonar
Mohammad-Javad Bahonar (persiska: محمدجواد باهنر) född 1933 i Kerman, Persien, död 1981 i Teheran, var en iransk shiamuslimsk lärd, universitetslärare och islamistisk politiker som var premiärminister i Islamiska republiken Iran år 1981. Han var premiärminister under mindre än en månad tills han och andra tjänstemän mördades i ett bombattentat som Folkets mujahedin sägs ligga bakom. Presidenten Mohammad-Ali Raja'i dog också i attentatet.
Bahonar studerade i den shiamuslimska heliga staden Qom, där han var en student till ayatolla Ruhollah Khomeini, och undervisade religion senare på Teherans universitet. Han var en högljudd kritiker till Mohammad Reza Pahlavis monarki, och hans involvering i aktiviteter mot shahen ledde till att han fängslades år 1964 och 1975.